# Please Tell Me! Galko-chan
Please Tell Me! Galko-chan (おしえて！ギャル子ちゃん?, Oshiete! Gyaruko-chan, lett. "Ti prego, dimmelo! Galko-chan") è un manga scritto e disegnato da Kenya Suzuki, serializzato sul sito ComicWalker di Media Factory dal 27 giugno 2014. Un adattamento anime, prodotto da Feel, è stato trasmesso in Giappone tra l'8 gennaio e il 25 marzo 2016.

## Personaggi

I personaggi principali (da sinistra verso destra): Galko, Ojō e Otako

Galko (ギャル子?, Gyaruko)
Doppiata da: Azumi Waki
Il personaggio principale della serie. Nonostante il nome e l'aspetto, è molto inesperta e innocente, e si imbarazza facilmente sul suo fisico e su ciò che dice, mentre a volte parla di argomenti pungenti. Ha difficoltà a svegliarsi la mattina presto, ma diventa più attiva col passare del giorno. È anche molto emotiva e rimane facilmente coinvolta quando legge libri o guarda qualche film, al punto da piangere. Le piace cucinare e di solito si prepara da sola i suoi bentō. Può persino fare il pane. È anche terrorizzata dalle modifiche del corpo come i piercing, nonostante porti gli orecchini. Ha anche una sorella maggiore, con la quale scambia spesso i vestiti, compresa la sua uniforme scolastica. Si arrabbierà, tuttavia, una volta scoperto cosa ci fa. Il suo nome si riferisce alla sottocultura gyaru in Giappone.
Otako (オタ子?)
Doppiata da: Miyu Tomita
Un'amica di Galko, una otaku (da qui il soprannome) portante gli occhiali a cui piace deridere Galko e che rimane costantemente infastidita dalla sua incapacità di svegliarsi presto. Le piace raccontare e chiedere a Galko soprattutto su argomenti suggestivi. Tra una lezione e l'altra, Otako preferisce sedersi in silenzio in un angolo e leggere. A casa guarda gli anime in base ai consigli di suo fratello.
Ojō (お嬢?)
Doppiata da: Minami Takahashi
Un'altra amica di Galko, una vera signorina proveniente da una ricca famiglia. È piuttosto svampita, ma è molto amichevole e aspira solo ad essere ancor più amica di Galko e Otako.
Charao (チャラ男?)
Doppiato da: Takahiro Sakurai
Uno dei compagni di classe di Galko, un ragazzo biondo estroverso e popolare che tende a stuzzicare Galko. È il cantante e bassista del club di musica leggera della scuola.
Otao (オタ男?)
Doppiato da: Yoshitsugu Matsuoka
Uno dei compagni di classe di Galko e amico di Charao. Un timido ragazzo otaku portante gli occhiali che ha una cotta per Galko. Viene mostrato come un pervertito da armadio.
Supoo (スポ男?)
Doppiato da: Daisuke Ono
Uno dei compagni di classe di Galko e amico di Charao. È il ragazzo più alto della sua classe. Fa parte della squadra di baseball della scuola ed è molto pignolo e orgoglioso riguardo al suo taglio di capelli lunghi esattamente 12 mm.
Abesen (アベセン?)
Doppiato da: Yūichi Nakamura
L'insegnante della classe di Galko.
Okako (オ カ 子?)
Doppiata da: Yūko Iida
Una compagna di classe molto alta di Galko, che sta spesso ingobbita a causa della sua altezza, membro di una band e interessata all'occulto. I ragazzi iniziano a perseguitarla dopo aver appreso da Galko che anche lei è dotata di un grande seno.
Nikuko (肉 子?)
Doppiata da: Juri Kimura
Un'altra dei compagni di classe di Galko. È una ragazza corpulenta portante gli occhiali e con un seno addirittura più abbondante di quello di Galko. È un membro della squadra femminile di calcetto, soprannominata dai ragazzi "Sonic Meat" per la sua notevole velocità nonostante il suo peso.
Iinchou (委員長?, Iinchō)
Doppiata da: Ayaka Suwa
La capoclasse della classe di Galko dalla personalità seria. Anche lei era convinta che Galko fosse sciocca e superficiale, basandosi sul suo aspetto, per poi scoprire che si interessa ad argomenti molto importanti, come eliminare la guerra dal mondo.
Bomuo (ボ ム 男?)
Doppiato da: Makoto Furukawa
Un tranquillo compagno di classe di Galko che inizialmente era infastidito dal suo continuo preoccuparsi di cose non proprio vitali come la capigliatura, ma cambia idea dopo che lei gli modifica la sua solita acconciatura che gli copriva gli occhi. Si guadagnò questo soprannome da Charao dopo essere arrivato a scuola con i capelli ancora da letto ("Bomb-head") e Galko glieli sistemò. Bomuo arriva a comprare la cera per capelli nonostante sia piuttosto costosa e inizia a usarla per mantenere la sua nuova acconciatura. Sembra aver iniziato a sviluppare una cotta per Galko.
Ouji (王子?, Ōji)
Doppiata da: Yuna Yoshino
Compagna di classe di Galko di aspetto e carattere da maschiaccio. Viene spesso mostrata mentre parla con Iinchou. Il suo nome si traduce letteralmente in "Principe".
Sorella di Galko
Doppiata da: Yōko Hikasa
La sorella maggiore di Galko. Ha la pelle abbronzata e il seno ancora più grande di quello di Galko. Ha anche un fidanzato, con il quale spesso partecipa ad un gioco di ruolo sessuale mentre indossa l'uniforme di sua sorella, con grande disgusto della stessa nel scoprirlo. Nell'OVA compare in un programma come intervistatrice vestita da miko.

## Media

### Manga
Pubblicato inizialmente sul profilo Twitter dell'autore Kenya Suzuki, il manga ha poi iniziato la serializzazione sul sito ComicWalker di Media Factory il 27 giugno 2014. Il primo volume tankōbon è stato messo in vendita il 22 novembre 2014 e al 23 luglio 2018 ne sono usciti in tutto cinque. In America del Nord i diritti sono stati acquistati da Seven Seas Entertainment.

#### Volumi
| Nº | Data di prima pubblicazione               | Data di prima pubblicazione                                                 | Data di prima pubblicazione |
| Nº | Giapponese                                | Giapponese                                                                  |                             |
| -- | ----------------------------------------- | --------------------------------------------------------------------------- | --------------------------- |
| 1  | 22 novembre 2014                          | ISBN 978-4-04-067185-7                                                      |                             |
| 2  | 23 giugno 2015                            | ISBN 978-4-04-067684-5                                                      |                             |
| 3  | 29 febbraio 2016                          | ISBN 978-4-04-067912-9                                                      |                             |
| 4  | 23 gennaio 2017 (ed. regolare & speciale) | ISBN 978-4-04-068712-4 (ed. regolare) ISBN 978-4-04-068713-1 (ed. speciale) |                             |
| 5  | 23 luglio 2018                            | ISBN 978-4-04-069752-9                                                      |                             |

### Anime
Un adattamento anime, prodotto da Feel e diretto da Keiichirō Kawaguchi, è andato in onda dall'8 gennaio al 25 marzo 2016. La sigla di apertura è YPMA Girls di Azumi Waki, Miyu Tomita e Minami Takahashi. In tutto il mondo, ad eccezione dell'Asia, gli episodi sono stati trasmessi in streaming in simulcast, anche coi sottotitoli in lingua italiana, da Crunchyroll. Un episodio OAV è stato pubblicato in allegato all'edizione speciale del quarto volume del manga il 23 gennaio 2017.

#### Episodi
| Nº | Titolo italiano Giapponese 「Kanji」 - Rōmaji                                                                                            | In onda          | In onda |
| Nº | Titolo italiano Giapponese 「Kanji」 - Rōmaji                                                                                            | Giapponese       |         |
| 1  | Sei davvero una gyaru? 「ギャルな女の子って本当ですか？」 - Gyaru na onna no ko tte hontō desu ka?                                       | 8 gennaio 2016   |         |
| 2  | È vero che sei una ragazza ricca? 「お嬢様って本当ですか？」 - Ojō-sama tte hontō desu ka?                                               | 15 gennaio 2016  |         |
| 3  | È vero che sei una otaku? 「オタクな女の子って本当ですか？」 - Otaku na onna no ko tte hontō desu ka?                                    | 22 gennaio 2016  |         |
| 4  | È vero che non è possibile trattenere i gemiti? 「声が出ちゃうって本当ですか？」 - Koe ga dechau tte hontō desu ka?                      | 29 gennaio 2016  |         |
| 5  | È vero che sei una sorella maggiore? 「おねーちゃんって本当ですか？」 - Onee-chan tte hontō desu ka?                                     | 5 febbraio 2016  |         |
| 6  | È vero che la biancheria è imbarazzante? 「下着はハズいって本当ですか？」 - Shitagi wa hazui tte hontō desu ka?                          | 12 febbraio 2016 |         |
| 7  | È vero quello che si dice sui ragazzi in piscina? 「プールと少年って本当ですか？」 - Pūru to shōnen tte hontō desu ka?                   | 19 febbraio 2016 |         |
| 8  | È vero che hai i capelli arruffati? 「ヒドい寝ぐせって本当ですか？」 - Hidoi neguse tte hontō desu ka?                                   | 26 febbraio 2016 |         |
| 9  | È vero che hai paura dei piercing? 「穴がコワいって本当ですか？」 - Ana ga kowai tte hontō desu ka?                                      | 4 marzo 2016     |         |
| 10 | È vero che sei venuta a scuola dopo essere stata fuori tutta la notte? 「朝帰り登校って本当ですか？」 - Asagaeri tōkō tte hontō desu ka? | 11 marzo 2016    |         |
| 11 | È vero che parlare del sedere è cultura? 「お尻は文明って本当ですか？」 - Oshiri wa bunmei tte hontō desu ka?                            | 18 marzo 2016    |         |
| 12 | È vero che sarete amiche per sempre? 「一生の友達って本当ですか？」 - Isshō no tomodachi tte hontō desu ka?                              | 25 marzo 2016    |         |